# (3268) De Sanctis
(3268) De Sanctis es un asteroide perteneciente al cinturón de asteroides, descubierto el 26 de febrero de 1981 por Henri Debehogne y el también astrónomo Giovanni de Sanctis desde el Observatorio de La Silla, Chile.

## Designación y nombre
Designado provisionalmente como 1981 DD. Fue nombrado De Sanctis en honor a uno de sus descubridores Giovanni de Sanctis.